# Bandeira do Montana

Bandeira de Montana.

A bandeira de Montana consiste na imagem do selo do estado centralizado em um espaço azul. Dentro do selo, um arada, uma pá, e uma picareta em um campo na frente do Great Falls do rio Missouri. A tira contém o lema do estado: "Oro y plata" (em português: "Ouro e prata"). A atual bandeira foi adotada em 1905, e a palavra "Montana" acima do selo foi adicionada em 1981. Em 1985, a bandeira foi modificada novamente para especificar a fonte usada em "Montana". Antes de ser adotada como a bandeira do estado, era usada por tropas de Montana dispostas para o combate na Guerra Hispano-Americana.